# Ticha Peak
Ticha Peak är en bergstopp på Sydshetlandsöarna i Antarktis. Argentina, Chile och Storbritannien gör anspråk på området. Toppen på Ticha Peak är 790 meter över havet, eller 638 meter över den omgivande terrängen. Bredden vid basen är 10,5 km.
Närmaste befolkade plats är forskningsstationen St. Kliment Ohridski, 8,6 kilometer väster om Ticha Peak. 